# Communauté de communes Cœur du Pays Fort
La Communauté de communes Cœur du Pays Fort est une ancienne communauté de communes française, située dans le département du Cher, dans la région naturelle du Pays-Fort.
En janvier 2017, la communauté de communes Pays Fort Sancerrois Val de Loire est créée à partir de la fusions des trois intercommunalités Cœur du Pays Fort, Haut-Berry - Val de Loire et du Sancerrois.

## Composition
| Nom                        | Code Insee | Gentilé         | Superficie (km2) | Population (dernière pop. légale) | Densité (hab./km2) |
| -------------------------- | ---------- | --------------- | ---------------- | --------------------------------- | ------------------ |
| Vailly-sur-Sauldre (siège) | 18269      | Vaillysois      | 18,25            | 711 (2014)                        | 39                 |
| Assigny                    | 18014      | Assignilais     | 17,05            | 163 (2014)                        | 9,6                |
| Barlieu                    | 18022      | Barlociens      | 27,87            | 380 (2014)                        | 14                 |
| Concressault               | 18070      | Concressaultois | 7,45             | 210 (2014)                        | 28                 |
| Dampierre-en-Crot          | 18084      |                 | 22,05            | 208 (2014)                        | 9,4                |
| Jars                       | 18117      | Jarsois         | 37,34            | 519 (2014)                        | 14                 |
| Le Noyer                   | 18168      |                 | 19,98            | 221 (2014)                        | 11                 |
| Subligny                   | 18256      | Saulinois       | 17,26            | 346 (2014)                        | 20                 |
| Sury-ès-Bois               | 18259      | Suryssois       | 31,90            | 253 (2014)                        | 7,9                |
| Thou                       | 18264      |                 | 9,19             | 77 (2014)                         | 8,4                |
| Villegenon                 | 18284      |                 | 32,93            | 223 (2014)                        | 6,8                |

## Compétences
- Aménagement de l'espace
  - Aménagement rural (à titre facultatif)
  - Schéma de secteur (à titre obligatoire)
- Développement et aménagement économique
  - Action de développement économique (Soutien des activités industrielles, commerciales ou de l'emploi, soutien des activités agricoles et forestières...) (à titre obligatoire)
  - Création, aménagement, entretien et gestion de zone d'activités industrielle, commerciale, tertiaire, artisanale ou touristique (à titre obligatoire)
  - Tourisme (à titre obligatoire)
- Développement et aménagement social et culturel
  - Activités périscolaires (à titre facultatif)
  - Construction ou aménagement, entretien, gestion d'équipements ou d'établissements culturels, socioculturels, socioéducatifs, sportifs (à titre optionnel)
- Énergie
  - Hydraulique (à titre facultatif)
  - Production, distribution d'énergie (à titre facultatif)
- Environnement
  - Assainissement non collectif (à titre facultatif)
  - Collecte et traitement des déchets des ménages et déchets assimilés (à titre optionnel)

## Historique
- 4 décembre 2002 : création de la communauté de communes
- 8 mars 2003 : création du bureau
- 31 décembre 2016 : disparition de la communauté de communes qui fusionne avec deux autres EPCI pour former la communauté de communes Pays Fort Sancerrois Val de Loire.

## Sources
- Le splaf - (Site sur la Population et les Limites Administratives de la France)
- La base aspic du Cher - (Accès des Services Publics aux Informations sur les Collectivités)